# Indygate
Indygate – określenie skandalu, który wybuchł podczas Grand Prix Stanów Zjednoczonych Formuły 1 w sezonie 2005, kiedy to do wyścigu, mającego miejsce 19 czerwca, wystartowało jedynie 6 ze zgłoszonych 20 kierowców (byli to zawodnicy zespołów używających opon Bridgestone, tj. Ferrari, Jordan i Minardi). Pozostałe 7 zespołów, używających opon Michelin, wycofało się po okrążeniu rozgrzewkowym, z powodu obaw o bezpieczeństwo.

Tor Indianapolis z zaznaczonym zakrętem 13

Kilka uszkodzeń opon przed wyścigiem, w szczególności wypadek Ralfa Schumachera na zakręcie 13 podczas piątkowego treningu, spowodowało, że firma Michelin ostrzegła siedem zespołów, którym dostarczała opony (tj. BAR, Renault, Williamsa, McLarena, Saubera, Red Bulla i Toyotę), iż uważa, że przy aktualnej konfiguracji toru ich udział w wyścigu jest niebezpieczny, szczególnie, że od sezonu 2005 regulamin zabraniał zespołom wymiany opon podczas wyścigu, według Michelina problemem była również nawierzchnia toru oraz konfiguracja zakrętu 13.
FIA odrzuciła żądania Michelina dotyczące zmiany konfiguracji zakrętu 13 (a dokładnie wprowadzenia tam szykan), argumentując to tym, iż według nich byłoby to krzywdzące dla zespołów używających opon Bridgestone, a ponadto zmiana ta, dokonana "na ostatnią chwilę", spowodowałaby, że na zakrętach tych z powodu niedostatecznego zaznajomienia kierowców z nimi, miałoby miejsce wiele wypadków. FIA nie wyraziła również zgody na propozycję Michelina dotyczącą zmiany opon na ogumienie sprowadzone do Indianapolis w trybie awaryjnym. Zespoły używające opon Michelin, z powodu braku kompromisu z FIA, postanowiły nie brać udziału w wyścigu.
Zwycięzcą wyścigu został Michael Schumacher, przy czym było to jego jedyne zwycięstwo w tamtym sezonie. Wydarzenia podczas Grand Prix Stanów Zjednoczonych postawiły Formułę 1 w negatywnym świetle, szczególnie w Stanach Zjednoczonych.

## Przed wyścigiem

### Uszkodzenia opon Michelina

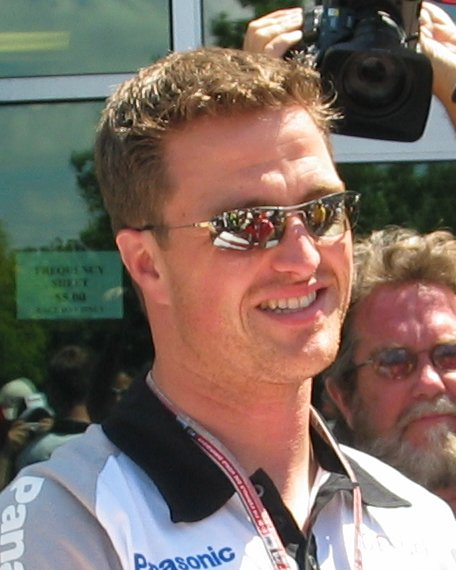
Ralf Schumacher

17 czerwca podczas popołudniowej sesji treningowej, Ralf Schumacher (Toyota) na skutek uszkodzenia tylnej lewej opony miał wypadek na zakręcie 13, wskutek czego nie był w stanie wystartować w wyścigu – zespół postanowił zastąpić go Ricardo Zontą. Podobny wypadek Schumacher miał w sezonie 2004, również na zakręcie 13 (jeździł wtedy Williamsem). Zakręt 13 na torze Indianapolis Motor Speedway to nachylony pod kątem łuk, który można przejechać z dużą prędkością, przy czym powoduje on większe niż przeciętne zużycie opon. Następnego dnia Michelin oświadczył, że nie rozumie, dlaczego opona zawiodła, i ogłosił zamiar sprowadzić w trybie awaryjnym z Clermont-Ferrand inne, bezpieczniejsze opony. Jednakże opony takie były stosowane podczas Grand Prix Hiszpanii i również sprawiały problemy.

### Korespondencja pomiędzy Michelinem i FIA
W liście z 18 czerwca do dyrektora wyścigowy FIA Charlie Whitinga, przedstawiciele Michelina, Pierre Dupasquier i Nick Shorrock, napisali, że nie wiedzą, dlaczego uszkodziła się opona Ralfa Schumachera, i dopóki nie zostanie zmniejszona prędkość bolidów na zakręcie 13, nie mogą zagwarantować bezpieczeństwa swoich opon na więcej niż 10 okrążeń. Whiting odpowiedział 19 czerwca – stwierdził on, że jest zaskoczony tym, iż Michelin nie dostarczył odpowiednich opon. Wygłosił również kilka odpowiedzi na propozycje zespołów, na przykład że dostarczenie nowych opon byłoby "pogwałceniem zasad narzuconych przez stewardów", oraz że wprowadzenie szykany do zakrętu 13 jest niemożliwe – gdyby tak się stało, Grand Prix Stanów Zjednoczonych stało by się wyścigiem nieuznawanym przez FIA, a zatem jego wyniki nie wliczałyby się do ogólnej klasyfikacji. Stwierdził też, że wprowadzenie tych zmian byłoby "grubo nie w porządku" wobec zespołów używających opon Bridgestone.
W drugim liście, również z 19 czerwca, Dupasquier i Shorrock potwierdzili, że jeśli nie zostaną wprowadzone zmiany w konfiguracji toru, to firma Michelin nie pozwoli zespołom używającym ich opon na wzięcie udziału w wyścigu. Whiting odpisał, że żadne zmiany nie zostaną wprowadzone, i zasugerował zespołom ograniczenie prędkości na zakręcie 13 oraz wymianę opon, która byłaby dozwolona wtedy, gdy w grę wchodzi bezpieczeństwo kierowcy.

### Próby kompromisu

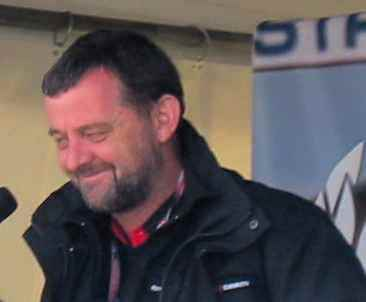
Paul Stoddart

Paul Stoddart, ówczesny właściciel Minardi (zespołu używającego opon Bridgestone), 22 czerwca opublikował opis wydarzeń przed wyścigiem. Ujawnił on szczegóły spotkania, które miało miejsce 19 czerwca o godzinie 10 przed południem czasu lokalnego (UTC -6:00). W spotkaniu tym brali udział: Tony George (właściciel toru Indianapolis), Bernie Ecclestone (prezydent i dyrektor generalny FOM i FOA), szefowie zespołów (z wyjątkiem Jeana Todta z Ferrari) i przedstawiciele techniczni Michelina.
Według Stoddarta spotkanie wyglądało następująco: przedstawiciele Michelina podtrzymywali stanowisko, że wyścig może być niebezpieczny, i poprosiły przedstawicieli zespołów używających opon Bridgestone (tj. Stoddarta i Colina Kollesa z Jordana) o zgodę na wybudowanie szykany na zakręcie 13. Obecni szefowie zgodzili się na odrzucenie rad FIA o ograniczenie przez zespoły używające Michelinów prędkości na zakręcie 13, ponadto odrzucili możliwość robienia pit-stopów co 10 okrążeń, utrzymując, że wprowadzenie szykany byłoby najlepszym rozwiązaniem, prosząc również technicznych reprezentantów o jej plany. Bernie Ecclestone wyraził chęć skontaktowania się z Todtem oraz Maksem Mosleyem, prezydentem FIA (który nie przybył na wyścig), i zaproponował wznowienie obrad, kiedy Mosley odpowie.
Ecclestone powrócił na spotkanie o około 10:55 i poinformował, że Todt nie wyraził zgody na wybudowanie szykany na zakręcie 13, utrzymując jednocześnie, że to problem FIA i Michelina, a nie jego. Po opublikowaniu przez Stoddarta treści spotkania Todt utrzymywał, że nie został poproszony o wyrażenie zgody na wybudowanie szykany, ale i tak by zgody takiej nie wyraził. Ponadto Ecclestone przekazał obecnym na spotkaniu, iż Max Mosley poinformował, że jeśli zostaną wprowadzone jakiekolwiek próby zmian na torze, to niezwłocznie anuluje Grand Prix.

### Plany szefów zespołów
Według Stoddarta po tym fakcie grupa mimo wszystko proponowała dalsze rozwiązania, na przykład zorganizowanie wyścigu nie wliczanego do mistrzostw (jeśli to konieczne, bez Ferrari), pod warunkiem, że zostanie wybudowana szykana na zakręcie 13, jednak w tym celu należałoby zastąpić dyrektora wyścigu i kierowcę safety cara.
Zespoły Michelina przygotowywały się do wezwania 12 kierowców i zaprezentowały plan. Stoddart pisał: "Nie mogę zapewnić, że każdy kierowca zgodziłby się na to, co proponowaliśmy, ale to co mogę powiedzieć z całą pewnością to to, że żaden z nich by nas nie potępił". Kierowcy Ferrari nie wyrazili swojego zdania w tej kwestii, zostawiając decyzję Todtowi. Dziewięciu naradzających się w tej sprawie szefów zespołów postanowiło, że dopóki nie osiągną porozumienia z FIA, to nie wezmą udziału w wyścigu.
Po krótkiej przerwie grupa ponownie zebrała się w biurze Ecclestone’a, a szef Renault, Flavio Briatore, skontaktował się telefonicznie z Mosleyem. Mosley jednoznacznie odrzucił wszystkie propozycje zespołów i powiedział, że poinformował pana Martina (seniora reprezentantów FIA w Stanach Zjednoczonych), że jeśli będą miały miejsce próby zorganizowania wyścigu nie wliczanego do mistrzostw lub podobne, to będzie zagrożona pozycja każdego sportu motorowego w Stanach Zjednoczonych nadzorowanego przez FIA. Po opublikowaniu przez Stoddarta jego wersji wydarzeń Mosley zaprzeczył, iżby miała miejsce taka rozmowa.
Widząc, że jakiekolwiek propozycje nic nie dają, szefowie Michelina, zespołów używających ich opon oraz Paul Stoddart zadecydowali, że samochody tychże zespołów wprawdzie przystąpią do wyścigu, ale przejadą jedynie okrążenie rozgrzewkowe, a następnie zjadą do boksów, by wycofać się z wyścigu. Stoddart zapytał Colina Kollesa o to, czy samochody Jordana rzeczywiście wezmą udział w wyścigu, i usłyszał odpowiedź pozytywną. Ponadto skontaktował się z nim przedstawiciel firmy Bridgestone i powiedział, że życzy sobie, by samochody Minardi wzięły udział w wyścigu. Ostatecznie Stoddart postanowił, że samochody jego zespołu wezmą udział w wyścigu, ale zaznaczył, że wycofają się one, jeśli samochody Jordana nie ukończą wyścigu.
Tuż przed wyścigiem Ecclestone w wywiadzie dla Martina Brundle'a z telewizji ITV powiedział, że przyszłość Formuły 1 w Stanach Zjednoczonych oraz Michelina w sportach motorowych "nie jest dobra". Powiedział też, że "szczerze powiedziawszy, wydarzenia te nie są winą zespołów".

## Po wyścigu

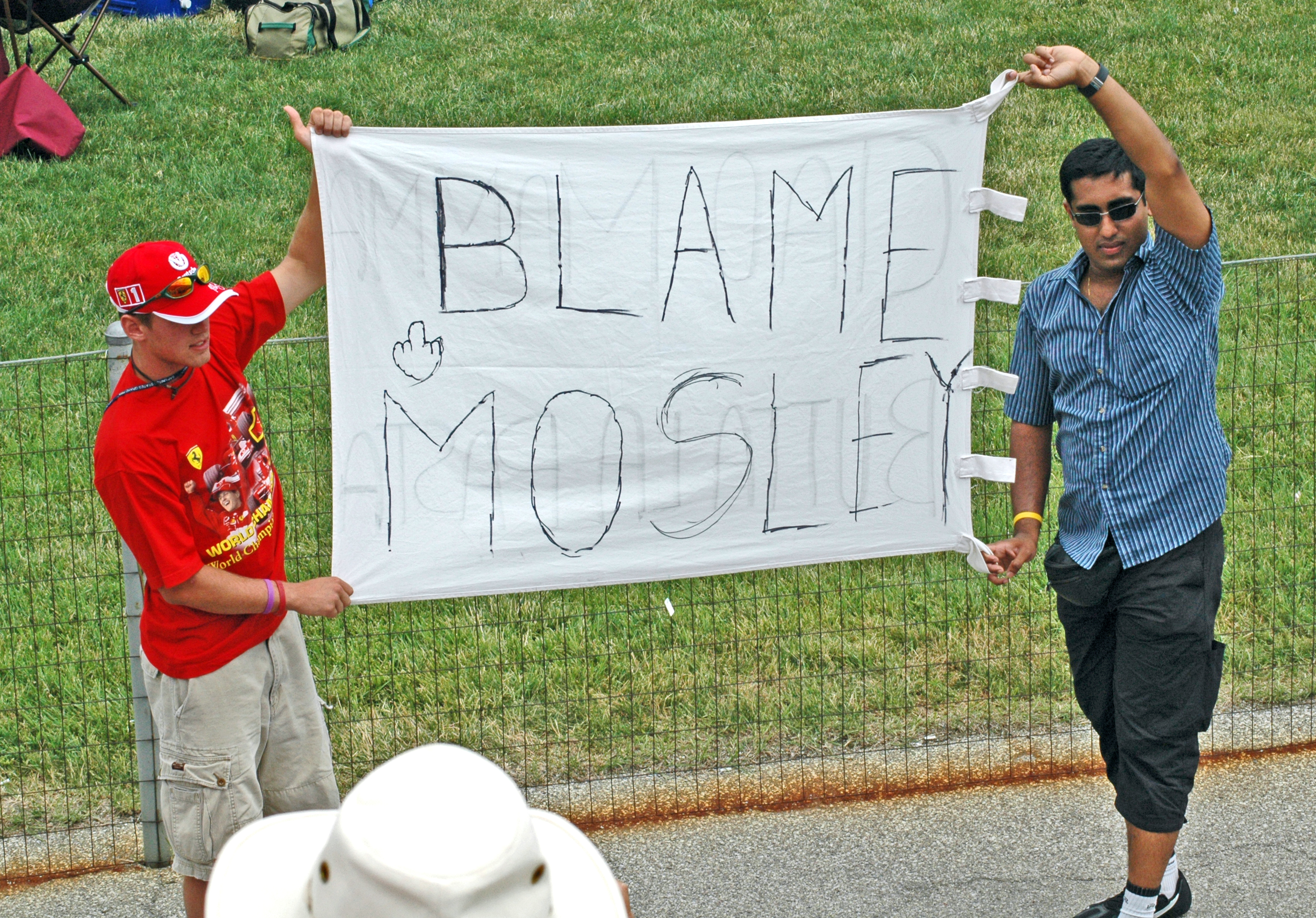
Niezadowoleni kibice obwiniający Maksa Mosleya

Wielu kibiców Formuły 1 określało wyścig jako "farsę" i zastanawiało się, czy wyścigi Formuły 1 powinny jeszcze kiedykolwiek odbywać się na torze Indianapolis bądź w ogóle w Stanach Zjednoczonych. David Coulthard powiedział: "To stawia w wątpliwość przyszłość wyścigów Formuły 1 w Stanach Zjednoczonych". Niektórzy twierdzili, że wydarzenia podczas Grand Prix mogą doprowadzić do kompletnego rozłamu, tym bardziej, że Mosley planował utworzyć konkurencyjną serię dla Formuły 1 (GPWC).

### Reakcja FIA
Następnego dnia FIA wydała uzasadnienie odrzucenia próśb o zmianę opon bądź reinstalacji szykany. Wezwała również szefów teamów stosujących opony Michelin na zebranie 29 czerwca w celu omówienia ich zachowania, przez które prawdopodobnie naruszyli warunki Porozumienia Concorde. FIA utrzymywała też, że zespoły te naruszyły Międzynarodowy Kodeks Sportowy, to znaczy:
1. nie zagwarantowano dostępności odpowiednich opon na wyścig;
2. bezprawnie odmówiono startu w wyścigu;
3. bezprawnie odmówiono redukcji prędkości na zakręcie w celu poprawy bezpieczeństwa;
4. przedstawiono wizerunek Formuły 1 w złym świetle;
5. nie poinformowano działaczy o zamiarze odmowy startu w wyścigu.

22 czerwca Max Mosley wydał oświadczenie prasowe w formie "pytań i odpowiedzi", starając się oczyścić FIA z zarzutów. Przedstawił on analogiczną, hipotetyczną sytuację, w której silniki pewnego dostawcy zużywają zbyt dużo oleju z powodu wysokiej bocznej specyfikacji na jednym zakręcie, a radą na to jest zmniejszenie szybkości podczas wjazdu na tenże zakręt. Wielokrotnie powtarzał, że powodem niezainstalowania szykany na zakręcie 13 był fakt, iż nigdy wcześniej nie została ona przetestowana i stanowiłaby zagrożenie. Zwrócił on również uwagę na to, że alternatywne rozwiązania, które przedstawiła FIA, były wykonalne, a zespoły mogły jako alternatywy użyć pit lane.
29 czerwca Światowa Rada Sportów Motorowych FIA uznała, że zespoły są winne dwóch pierwszych zarzutów FIA (tj. brak odpowiednich opon i odmówienie startu), a trzech następnych – nie. O karach postanowiono zadecydować 14 września.
22 lipca Światowa Rada Sportów Motorowych odwołała poprzednią decyzję i oczyściła zespoły Michelina ze wszystkich zarzutów, poprzez "dowody przekazane ostatnio Senatowi FIA". Zespoły nie podległy restrykcjom prawnym stanu Indiana (chodziło o narażenie innych na wypadek, gdyby wzięto udział w wyścigu).

### Odszkodowania
28 czerwca Michelin ogłosił, że odda pieniądze za bilety na Grand Prix wszystkim tym, którzy je kupili. Pod koniec września firma ta wydała czeki na kwotę, która równała się cenie wszystkich biletów na Grand Prix Stanów Zjednoczonych, i przekazała je biurze toru Indianapolis w celu przesłania ich każdemu widzowi.
Pojawiły się plotki o zorganizowaniu na torze Indianapolis drugiego, nie wliczanego do klasyfikacji mistrzostw wyścigu. Zaproponował to Ron Dennis podczas Grand Prix Francji, sugerując, że eliminacja taka mogłaby odbyć się po ostatnim wyścigu sezonu, i że ma zamiar przedyskutować tę kwestię z Bernie Ecclestonem. Następnego dnia jednak Tony George stwierdził, że nie ma takiej możliwości.